# Marc Janssens
Marc Janssens (* 13. November 1968 in Duffel) ist Sportlicher Leiter,  ehemaliger belgischer Radrennfahrer und nationaler Meister im Radsport.

## Sportliche Laufbahn
Janssens war Spezialist für Querfeldeinrennen. 1987 gewann er die Weltmeisterschaft der Junioren. 1990 siegte er in der nationalen Meisterschaft der Amateure vor Rudy Thielemans. 1995, 1998 und 1999 holte er den Titel bei der Elite.
Im Straßenradsport gewann er 1993 Lüttich–Bastogne–Lüttich Espoirs, welches die Amateurversion von Lüttich–Bastogne–Lüttich ist. Er wurde Dritter im Etappenrennen Tour de la province de Liège und gewann dort zwei Etappen.
Nach Ablauf der Saison 2001 beendete Janssens seine Laufbahn als Aktiver. Mit Beginn der Saison 2013 war er als Sportlicher Leiter verschiedener internationaler Radsportteams tätig.